# Route transsumatranaise
Ne doit pas être confondu avec Autoroute Transsumatranaise.
La route transsumatranaise (en indonésien Jalan Raya Trans-Sumatra) est une route qui traverse l'île indonésienne de Sumatra sur  2 508 km du nord au sud. Elle relie Banda Aceh, capitale de la province d'Aceh, à la pointe nord de l'île à Bandar Lampung, capitale de la province de Lampung, sur la côte sud. Elle passe notamment par Medan, capitale de la province de Sumatra du Nord et plus grande ville d'Indonésie en dehors de Java, Padang, capitale de la province de Sumatra occidental, et Palembang, capitale de la province de Sumatra du Sud.
La route transsumatrienne est un axe de première importance, reliant les principales villes de l'île. Elle constitue une section du réseau routier asiatique sous le numéro AH25.
Elle est constituée de 4 axes : un axe occidental, Jalan Raya Lintas Barat, un axe central, Jalan Raya Lintas Tengah, un axe oriental dans les terres, Jalan Raya Lintas Timur, et un axe oriental côtier, Jalan Raya Lintas Pantai Timur.
Il ne faut toutefois pas la confondre avec le projet d'autoroute transsumatranaise en cours de réalisation.

## Principales villes desservies
- Axe occidental : Padang Panjang, Padang, Painan, Bengkulu, et des villes de la province de Lampung.
- Axe central : Medan, Pematang Siantar, Parapat, Tarutung, Padang Sidempuan, Bonjol, Bukittinggi, Singkarak, Bandar Jaya et Bandar Lampung.
- Axe oriental : Banda Aceh, Lhokseumawe, Langsa, Pangkalan Brandan, Binjai, Medan, Limapuluh, Kisaran, Rantau Prapat, Pekanbaru, Pangkalan Kerinci, Jambi, Palembang, Indralaya, Bandar Jaya.